# أوزان توفان
أوزان توفان ((بالتركية: Ozan Tufan)؛ مواليد 23 مارس 1995) هو لاعب كرة قدم تركي محترف يجيد اللعب كلاعب وسط مع نادي الدوري التركي الممتاز فنربخشة ومنتخب تركيا.

## روابط خارجية
- أوزان توفان على TFF.org
- أوزان توفان – سجل منافسات اليويفا
- أوزان توفان على worldfootball.net
- أوزان توفان على موقع الاتحاد الدولي (مؤرشف)  (الإنجليزية)
- أوزان توفان على موقع الاتحاد الأوربي (الإنجليزية)
- أوزان توفان على موقع اتحاد تركيا (لاعب) (الإنجليزية)
- أوزان توفان على موقع قاعدة بيانات كرة القدم.إي يو (الإنجليزية)
- أوزان توفان على موقع ناشيونال فوتبول تيمز (الإنجليزية)
- أوزان توفان على موقع Soccerbase.com (لاعب) (الإنجليزية)
- أوزان توفان على موقع Soccerway.com (الإنجليزية)
- أوزان توفان على موقع عالم كرة القدم.نت (الإنجليزية)
- أوزان توفان على موقع كووورة
- أوزان توفان على موقع AS.com (الإسبانية)